# Historia de la infancia
La historia de la infancia ha sido un tema de interés en historia social desde la publicación en 1960 del influyente libro El niño y la vida familiar en el Antiguo Régimen (L'enfant et la vie familiale sous l'Ancien Régime) escrito por el historiador francés Philippe Ariès. Él argumentaba que la “infancia” es un concepto creado por la sociedad moderna. Ariès estudió pinturas, lápidas, muebles, e historiales escolares y descubrió que antes del siglo XVII los niños eran representados como pequeños adultos. 
Otros estudiosos han enfatizado que ni en la Edad Media ni en la temprana Edad Moderna el cuidado de los niños era indiferente, negliente, o brutal. Haciendo hincapié en la pobreza preindustrial y la alta mortalidad infantil (con un tercio o más de los bebés muriendo), las prácticas para el cuidado de los niños representaban el comportamiento adecuado en estas circunstancias. Ariès señala un extenso cuidado paternal durante la enfermedad, un dolor por la muerte de los niños, sacrificios por parte de los padres para maximizar el bienestar infantil, y un gran culto a la infancia en las prácticas religiosas.

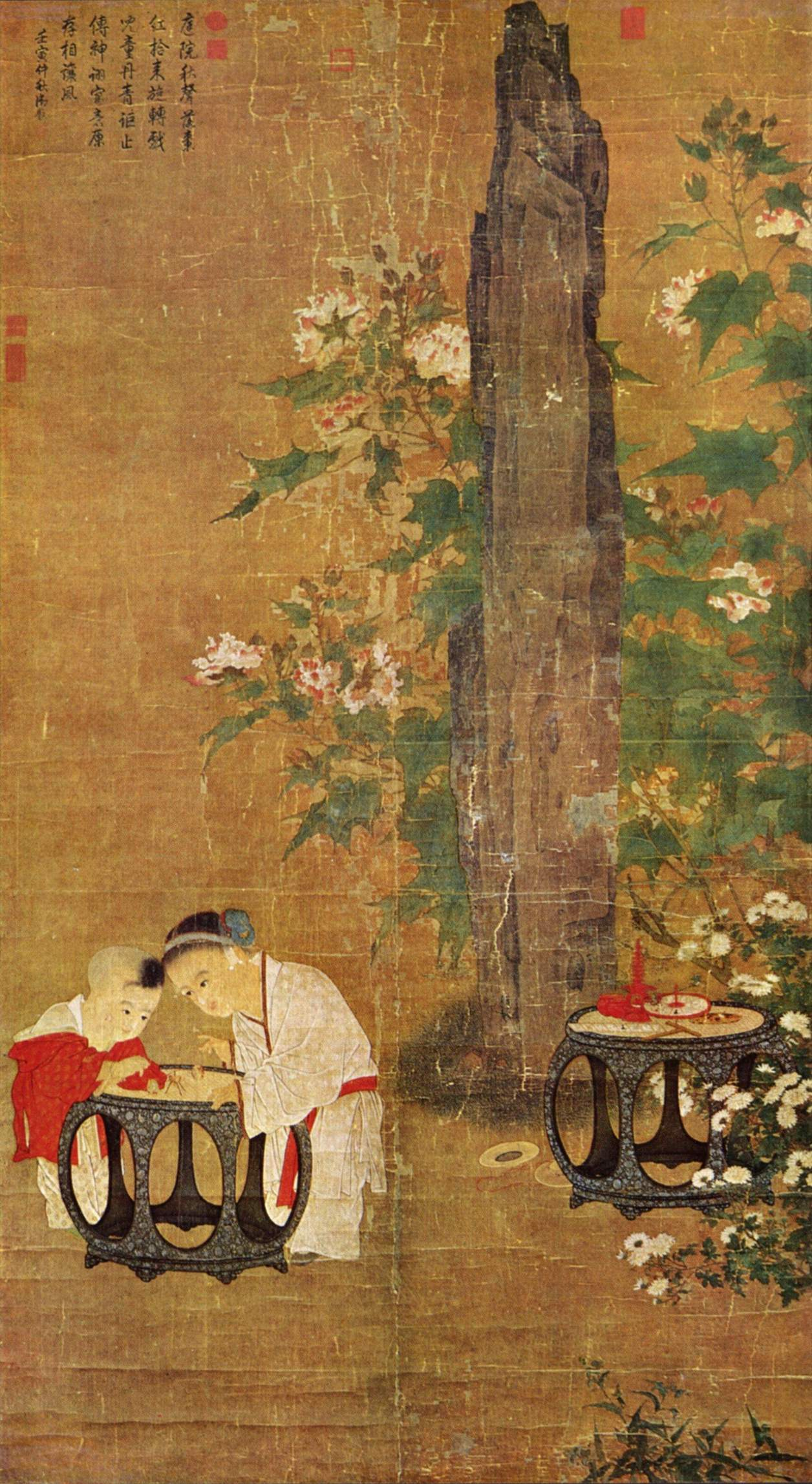
Niños Jugando, por el artista de la Dinastía Song Su Hanchen, c. 1150 AD.

## Preindustrial y medieval
Los historiadores habían asumido que las familias tradicionales en la era preindustrial involucraban a la familia extensa, con abuelos, padres, hijos y quizá otros familiares viviendo todos juntos y liderados por un patriarca anciano. Hubo ejemplos de esto en los Balcanes – y en familias aristócratas. Sin embargo, el típico modelo en la Europa Occidental era la sencilla familia nuclear con el marido, esposa y sus hijos (y quizá un sirviente, que podría ser un pariente). Los niños eran enviados habitualmente como sirvientes para ayudar a los parientes que lo necesitasen.
En la Europa medieval hubo un modelo de las distintas etapas de la vida, el cual marcaba cuando comenzaba la infancia y cuando terminaba. Un nuevo bebé	 era un evento notable. Los nobles comenzaban inmediatamente a pensar en un matrimonio que beneficiase a la familia. Los cumpleaños no eran grandes eventos ya que los niños celebraban el día del santo por el cual eran nombrados. Las leyes eclesiásticas y anglosajonas consideraban a los niños iguales a los adultos para algunos propósitos, y distintos para otros.
La educación en el sentido de formación era la función exclusiva de las familias para la mayoría de los niños hasta el siglo XIX. En la Edad Media, con el fin de producir sacerdotes, las principales catedrales contaban con programas educativos destinados a un número reducido de adolescentes. Las universidades empezaron a aparecer para formar médicos, abogados, funcionarios y, mayormente, sacerdotes. Las primeras universidades aparecieron alrededor del año 1100; - la Universidad de Bolonia en 1088, la Universidad de París en 1150 y la de Universidad de Oxford en 1167. Los estudiantes ingresaban cuando tenían tan sólo 13 años y se quedaban durante 6 o 12 años.

## Temprana Edad Moderna
En la Inglaterra de la época isabelina, la transmisión de las normas sociales era un tema familiar y a los niños se les enseñaba cómo comportarse y a respetar a los demás. Algunos chicos acudían a la grammar school, normalmente con el sacerdote local como profesor.
Durante el siglo XVII, un cambio en las actitudes filosóficas y sociales hacia los niños y la noción de “infancia” comenzó en Europa. Los adultos veían cada vez más a los niños como seres aislados, inocentes y necesitados de la protección y la formación de los adultos a su alrededor. El filósofo inglés John Locke fue particularmente influyente al definir esta nueva actitud hacia los niños, especialmente con respecto a su teoría de la tabula rasa, promulgada en su Ensayo sobre el entendimiento humano, publicado en 1690. En la filosofía de Locke, tabula rasa era la teoría de que la mente (humana) es una “pizarra en blanco” al nacer, sin reglas para procesar datos, y esos datos son adquiridos y las reglas para su proceso formadas exclusivamente por las propias experiencias sensoriales. Un corolario de esta doctrina era que la mente del niño nacía en blanco, y que era deber de los padres imbuir al niño con las nociones correctas. El mismo Locke enfatizó la importancia de proveer al niño con “libros fáciles y agradables” para desarrollar sus mentes en lugar de usar la fuerza para obligarlas; “los niños pueden ser engañados para aprender las letras; aprender a leer sin percibirlo como algo más que un deporte, y llegar ellos mismos jugando a aquello a lo que otros son llevados a fuerza de azotes.”
Durante el período temprano del capitalismo, el ascenso de una gran clase media comercial, principalmente en los países protestantes de Holanda e Inglaterra, trajo consigo una nueva ideología familiar centrada en la educación de los niños. El puritanismo recalcaba la importancia de la salvación individual y la preocupación por el bienestar espiritual de los niños. Se reconoció ampliamente que los niños poseían derechos en su propio nombre. Esto incluía los derechos de los niños pobres al sustento, pertenencia a una comunidad, educación y formación laboral. La Ley para el Socorro de los Pobres en la Inglaterra isabelina otorgó a cada parroquia la responsabilidad de cuidar a todos los niños pobres del área.

## Era de la Ilustración

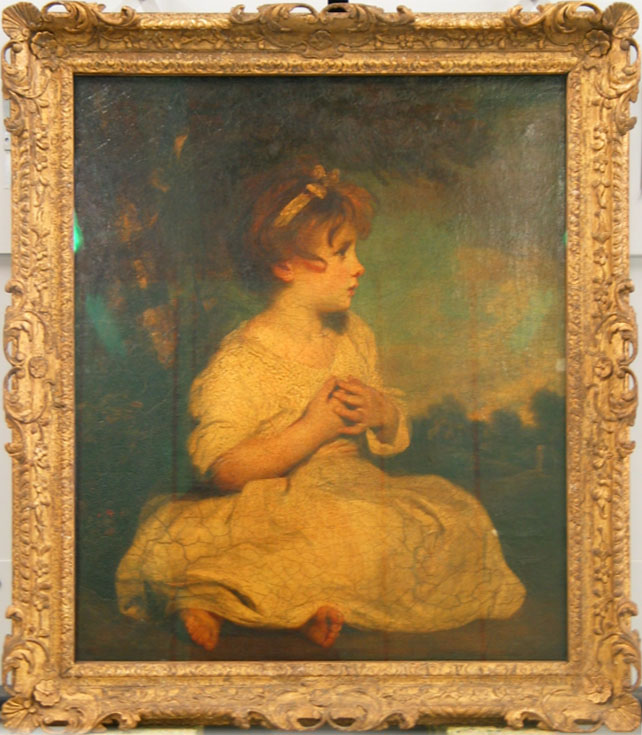
The Age of Innocence c.1785/8. Reynolds enfatizaba la gracia natural de los niños en sus pinturas

La noción moderna de la infancia con su propia autonomía y metas comenzó a emerger durante la Ilustración y el período romántico que la siguió. Jean Jacques Rousseau formuló la actitud romántica hacia los niños en su famosa novela del 1762 Emilio, o De la educación.
Basándose en las ideas de John Locke y otros pensadores del siglo XVII, Rousseau describió la infancia como un corto período de santidad antes de que la gente se encuentre con los peligros y las dificultades de la edad adulta. “¿Por qué robar a estas inocentes criaturas de las alegrías que pasan tan deprisa?,” declaró Rousseau. “¿Por qué llenar con amargura los fugaces días de la infancia, días que no regresarán ni para ellos ni para usted?”
Estas nuevas actitudes pueden discernirse a partir del dramático incremento de las representaciones artísticas de los niños de la época. En lugar de representar a los niños como pequeñas versiones de los adultos llevando a cabo tareas típicamente “adultas”, eran incrementalmente mostrados como física y emocionalmente diferentes y eran habitualmente usados como una alegoría de la inocencia.
Los extensos retratos de niños de Sir Joshua Reynolds demostraban claramente las nuevas actitudes ilustradas hacia los niños pequeños. Su cuadro de 1788 La Edad de la Inocencia, enfatiza la inocencia y la gracia natural de la niña que posa y pronto se convirtió en uno de los favoritos del público. 
Durante este período, la educación de los niños se hizo más común e institucionalizada, con el fin de proveer a la Iglesia y al Estado con funcionarios para servir como sus futuros administradores. Escuelas pequeñas locales donde los niños aprendían a leer y a escribir fueron establecidas por filántropos, mientras los niños y niñas de las élites nobles y burguesas recibían educaciones diferentes en las grammar schools y universidades.

## Los derechos de los niños bajo la ley
Con el inicio de la industrialización en Inglaterra, una creciente división entre el idealismo romántico para con la infancia y la realidad del aumento de la explotación infantil en la zona laboral, se hizo cada vez más aparente. Aunque el trabajo infantil era común en la época preindustrial, generalmente los niños solían ayudar a sus padres con el cultivo o los oficios artesanales. A finales del siglo XVIII, sin embargo, los niños eran empleados especialmente en las fábricas y minas como limpiachimeneas, habitualmente trabajando largas horas en trabajos peligrosos por un salario bajo. En Inglaterra y Escocia en 1788, dos tercios de los trabajadores en 143 fábricas de algodón de accionamiento hidráulico fueron descritos como niños. En la Gran Bretaña del siglo XIX, un tercio de las familias pobres carecían de alguien que ganase el pan, como resultado de muerte o abandono, obligando a muchos niños a trabajar desde una temprana edad. 
A medida que avanzaba el siglo, la contradicción entre las condiciones en el terreno para los niños pobres y la noción que la clase media tenía sobre la infancia, considerada un tiempo de inocencia, resultó en las primeras campañas por la imposición de protección legal para los niños. Los reformistas atacaron a la explotación infantil a partir de los años 1830, reafirmados por las horribles descripciones que hizo Charles Dickens sobre la vida callejera de Londres. La campaña que llevó a la Acta de Fábricas fue encabezada por ricos filántropos de la era, especialmente Lord Shaftesbury, quien introdujo proyectos de ley en el Parlamento para mitigar la explotación de los niños en el lugar de trabajo. En 1833 introdujo el Acta de Diez Horas de Trabajo en el derecho anglosajón, la cual establecía que los niños que trabajasen en la industria del algodón y la lana debían tener 9 años o más; ninguna persona por debajo de los 18 años debía trabajar más de diez horas al día u ocho horas los sábados; y nadie por debajo de los 25 años tenía permitido trabajar por las noches. Las intervenciones legales a través del siglo aumentaron la protección de los niños, a pesar de la prevalencia de la actitud laissez-faire victoriana para con la intervención gubernamental. En 1856, la ley permitía el trabajo infantil a partir de los 9 años durante 60 horas a la semana. En 1901, la edad laboral permisible para el trabajo infantil se elevó a los 12 años.

## Infancia moderna
La actitud moderna hacia los niños emergió a finales del siglo XIX; las clases altas y medias victorianas enfatizaron el rol de la familia y la inviolabilidad del niño, - una actitud que desde entonces ha permanecido dominante en las sociedades occidentales. Esto puede verse en la emergencia de la literatura infantil como nuevo género literario. En lugar de la naturaleza didáctita de los libros infantiles de períodos anteriores, los autores empezaron a escribir cómicos libros orientados a los niños, más ajustados a la imaginación infantil. Tom Brown's School Days de Tomas Hughes apareció en 1857, y es considerado como el libro fundador del género escolar. Alicia en el País de las Maravillas de Lewis Carroll, publicado en 1865 en Inglaterra, señaló el cambio del estilo de escritura para niños hacia uno más imaginativo y enérgico. Considerada como la primera “obra maestra inglesa escrita para niños” y como el libro que estableció el desarrollo de la literatura fantástica, su publicación comenzó la “Primera Edad de Oro” de la literatura infantil en Gran Bretaña y Europa, lo cual continuó hasta los inicios de los años 1900.

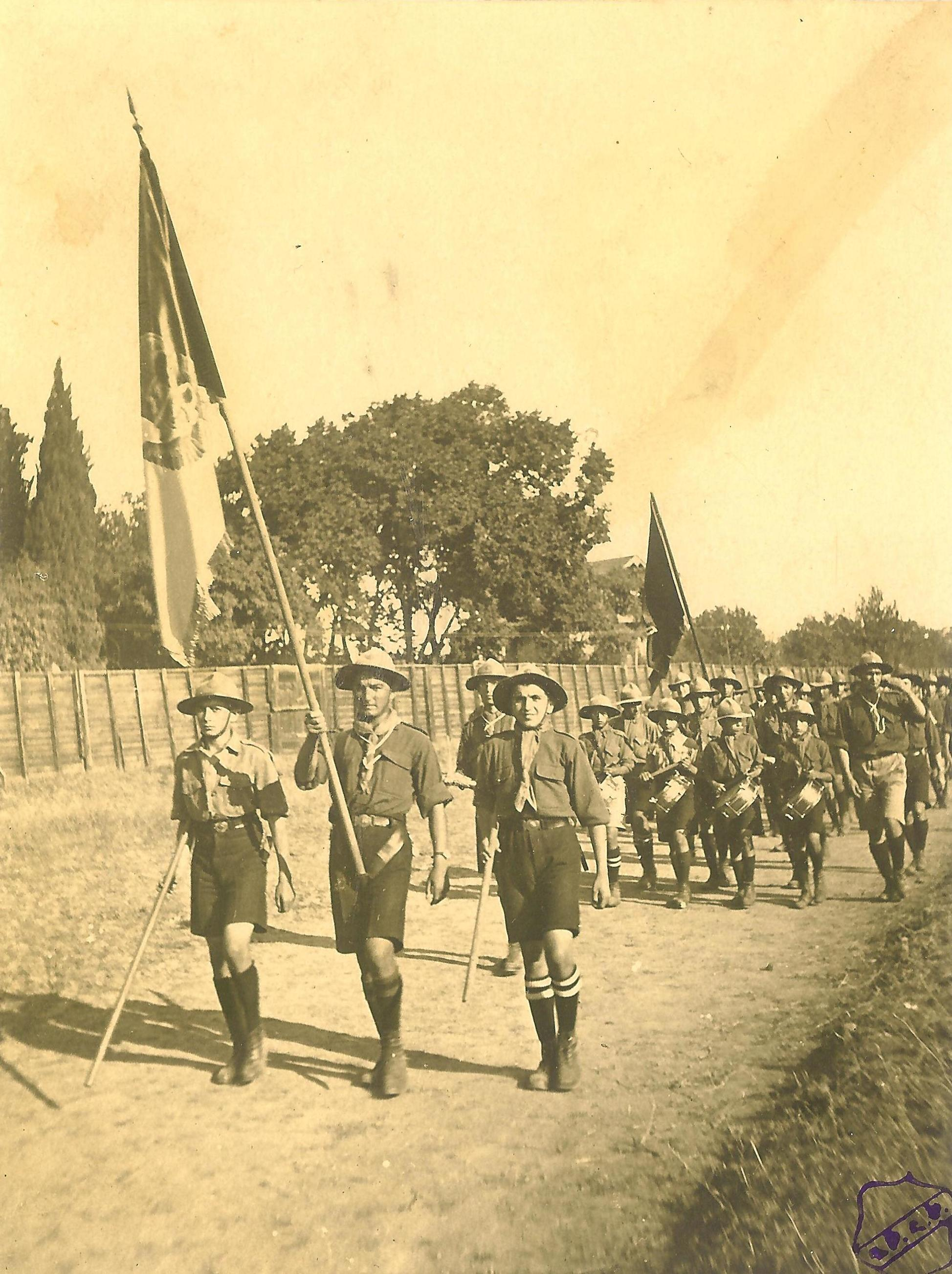
Primera procesión de scouts armenios en Constantinopla en 1918

La última mitad del siglo también vio la introducción de la educación estatal obligatoria en Europa, lo cual eliminó decisivamente a los niños de la zona de trabajo para situarlos en las escuelas. Los métodos modernos de enseñanza pública, con escuelas financiadas con impuestos, asistencia obligatoria y profesores formados, emergieron en primer lugar en Prusia a principios del siglo XIX, y fueron adoptados por Inglaterra, los Estados Unidos, Francia y otros países modernos en el año 1900.
La economía de mercado del siglo XIX permitió el concepto de infancia como un período de diversión y felicidad. Las muñecas y las casas de muñecas hicieron las delicias de las niñas mientras los niños jugaban a deportes organizados y a otras actividad. Los Boy Scouts fueron fundados por Sir Robert Baden-Powell en 1908, lo cual proporcionó a los niños jóvenes actividades al aire libre con el objetivo de desarrollar el carácter, la ciudadanía y las cualidades físicas.
La naturaleza de la infancia en el Viejo Oeste está disputada. Un grupo de intelectuales, siguiendo el ejemplo de las escritoras Willa Cather y Laura Ingalls Wilder, argumentan que el entorno rural era sano. Los historiadores Katherine Harris y Elliott West escriben que la educación rural permitía a los niños liberarse de las jerarquías urbanas de edad y sexo, promoviendo la interdependencia familiar y finalmente dando lugar a niños autosuficientes, movibles, adaptables, responsables, independientes y más en contacto con la naturaleza que los niños de ciudad o del Este. Por otra parte, las historiadoras Elizabeth Hampsten y Lillian Schlissel ofrecen un sombrío retrato de la soledad, miseria, abuso, y trabajo físico forzado que se sufría a partir de una corta edad. Riney-Kehrberg se sitúa en el medio.

### Mundo no occidental
El concepto moderno de infancia fue copiado por sociedades no occidentales a medida que se iban modernizando. En la vanguardia se hallaba Japón, que comenzó activamente a relacionarse con Occidente a partir de 1860. Los líderes de la era Meiji decidieron que el estado-nación tenía el rol principal con respecto a la movilización de individuos – y niños – para servir del estado. El colegio de estilo occidental fue introducido como el agente para llegar a esa meta. En los años 1890, las escuelas ya estaban generando nuevas sensibilidades con respecto a la infancia. A la llegada del siglo XX, Japón contaba con numerosos reformadores, expertos en niños, editores de revistas y madres bien educadas que adoptarían estas nuevas actitudes.

### Literatura e ideas
- Bunge, Marcia J., ed. The Child in Christian Thought. (2001)
- O’Malley, Andrew. The Making of the Modern Child: Children’s Literature and Childhood in the Late Eighteenth Century. (2003).
- Zornado, Joseph L. Inventing the Child: Culture, Ideology, and the Story of Childhood. (2001), covers Shakespeare, Brothers Grimm, Freud, Walt Disney, etc.

### Inglaterra
- Cunnington, Phillis and Anne Buck. Children’s Costume in England: 1300 to 1900 (1965)
- Battiscombe, Georgina. Shaftesbury: A Biography of the Seventh Earl. 1801–1885 (1974)
- Hanawalt, Barbara. Growing Up in Medieval London: The Experience of Childhood in History (1995)
- Lavalette; Michael. A Thing of the Past? Child Labour in Britain in the Nineteenth and Twentieth Centuries (1999) edición en línea
- Pinchbeck, Ivy and Margaret Hewitt. Children in English Society. (2 vols. 1969); covers 1500 to 1948
- Sommerville, C. John. The Discovery of Childhood in Puritan England. (1992).
- Stone, Lawrence. The Family, Sex and Marriage in England 1500-1800 (1979).
- Welshman, John. Churchill's Children: The Evacuee Experience in Wartime Britain (2010)

### Europa
- Ariès, Philippe. Centuries of Childhood: A Social History of Family Life. (1962). Influential study on France that helped launch the field
- Immel, Andrea and Michael Witmore, eds. Childhood and Children’s Books in Early Modern Europe, 1550-1800. (2006).
- Kopf, Hedda Rosner. Understanding Anne Frank's the Diary of a Young Girl: A Student Casebook to Issues, Sources, and Historical Documents (1997) edición en línea
- Krupp, Anthony. Reason's Children: Childhood in Early Modern Philosophy (2009)
- Nicholas, Lynn H. Cruel World: The Children of Europe in the Nazi Web (2005) 656pp
- Orme, Nicholas. Medieval Children (2003)
- Rawson, Beryl. Children and Childhood in Roman Italy (2003).
- Schultz, James. The Knowledge of Childhood in the German Middle Ages.
- Zahra, Tara. "Lost Children: Displacement, Family, and Nation in Postwar Europe," Journal of Modern History, March 2009, Vol. 81 Issue 1, pp 45–86, covers 1945 to 1951 in JSTOR

### Estados Unidos
- Bernstein, Robin. Racial Innocence: Performing American Childhood from Slavery to Civil Rights (2011) edición en línea
- Block, James E. The Crucible of Consent: American Child Rearing and the Forging of Liberal Society (2012) extracto y búsqueda de texto
- Chudacoff, Howard. Children at Play: An American History (2008)
- Del Mar, David Peterson. The American Family: From Obligation to Freedom (Palgrave Macmillan; 2012) 211 pages; the American family over four centuries.
- Fass, Paula, and Mary Ann Mason, eds. Childhood in America (2000), 725pp; short excerpts from 178 primary and secondary sources
- Fass, Paula and Michael Grossberg, eds. Reinventing Childhood After World War II (University of Pennsylvania Press; 2012) 182 pages; scholarly esays on major changes in the experiences of children in Western societies, with a focus on the U.S.
- Graff, Harvey J. Conflicting Paths: Growing Up in America (1997), a theoretical approach that uses a great deal of material from children
- Hiner, N. Ray Hiner, and Joseph M. Hawes, eds. Growing Up in America: Children in Historical Perspective (1985), essays by leading historians
- Holt, Marilyn Irvin Holt. ;; Cold War Kids: Politics and Childhood in Postwar America, 1945-1960 (University Press of Kansas; 2014) 224 pages; emphasis on the growing role of politics and federal policy
- Illick, Joseph E. American Childhoods (2002)
- Marten, James, ed. Children and Youth during the Civil War Era (2012) extracto y búsqueda de texto
- Marten, James. Children and Youth in a New Nation (2009)
- Marten, James. Childhood and Child Welfare in the Progressive Era: A Brief History with Documents (2004), includes primary sources
- Marten, James. The Children's Civil War (2000) extracto y búsqueda de texto
- Mintz, Steven. Huck's Raft: A History of American Childhood (2004) edición en línea
- Riney-Kehrberg, Pamela. Childhood on the Farm: Work, Play, and Coming of Age in the Midwest (2005) 300 pp.
- Riney-Kehrberg, Pamela.  The Nature of Childhood: An Environmental History of Growing Up in America since 1865 (2014) extracto y búsqueda de texto
- Tuttle, Jr. William M. Daddy's Gone to War: The Second World War in the Lives of America's Children (1995) edición en línea
- West, Elliott, and Paula Petrik, Small Worlds: Children and Adolescents in America, 1850-1950 (1992)